# Casablanca (zespół muzyczny)
Casablanca (zespół muzyczny) – portugalski zespół wykonujący heavy metal. Powstał w mieście Amadora w 1988. W latach 1982–1988 funkcjonował pod nazwą Valium.

## Członkowie
- José Figueira – gitara basowa (1988–2006)
- João Figueira – gitara (1988–2006)
- Jorge Figueira gitara (1988–2006)
- Tó-Zé Alho – śpiew (1994–2006)
- Ricardo Rosales – perkusja (1999–2006)[1]

## Dyskografia
- Demo '88 (1988, demo)
- Casablanca (1989, demo)
- Tanto (1990, LP)
- Do que passou, nada ficou? (1993, singiel)
- Sands of Wasted Time (1996, LP)
- Another Day (1999, LP)
- Once upon a Wasted Time (2002, LP)[2]